# Персі Грей
Ге́нрі Пе́рсі Грей (англ. Henry Percy Gray; ? 1869, Сан-Франциско, США — 10 жовтня 1952, там же) — американський художник-пейзажист, працював у стилі тоналізм; відомий пейзажами Північної Каліфорнії.

## Біографія
Народився в 1869 році в Сан-Франциско, штат Каліфорнія, батько якого, будучи вихідцем з Англії, завів страховий бізнес у Сан-Франциско.
З 1886 по 1888 роки Грей відвідував каліфорнійську школу дизайну (англ. California School of Design), де навчався у Артура Метьюса. Потім став ілюстратором газети, потім працював у журналі «New York Journal». У Нью-Йорку він навчався в Лізі студентів-художників. З Нью-Йорка був відправлений для усунення землетрусу в Сан-Франциско 1906 року, вирішивши залишитися в рідному місті.
Спочатку Грей працював маслом, але через що розвилася алергії на олійні фарби перейшов на використання акварелі. Його роботи експонувалися на виставках в 1907 році. Деякий час він навчався у Вільяма Чейз в роботі зі світлом і кольором.
З 1912 по 1923 роки Персі Грей жив у Берлінгеймі, штат Каліфорнія, за 20 миль на південь від Сан-Франциско, зберігаючи при цьому свою майстерню в столиці штату. У 1915 році на Панама-Тихоокеанської міжнародній виставці він завоював бронзову медаль за одну зі своїх акварелей.
У 53 роки Грей одружився і вони з дружиною переїхали в Монтерей, Каліфорнія, де купили будинок. У 1939 році вони продали будинок і повернулися в Сан-Франциско. У 1941 році вони переїхали в містечко в Сан-Ансельмо, округ Марін, жили біля підніжжя гори Тамалпаіс (англ. Tamalpais). Після десяти років, проведених в Марині, дружина Грея померла, і він знову повернувся в Сан-Франциско, де помер 10 жовтня 1952 від серцевого нападу.